# سویت هوم، آرکانزاس
سویت هوم (به انگلیسی: Sweet Home) یک منطقهٔ مسکونی در ایالات متحده آمریکا است که در شهرستان پلاسکی، آرکانزاس واقع شده‌است. سویت هوم ۱۰٫۵۴ کیلومتر مربع مساحت و ۱۹۸ نفر جمعیت دارد و ۸۳ متر بالاتر از سطح دریا واقع شده‌است.